# أليك جيفريز
السير أليك جيفريز جون  (بالإنجليزية: Alec Jeffreys)(ولد في 9 يناير 1950) هو عالم وراثة بريطاني طور تقنيات البصمة الوراثية والتي تستخدم الآن في جميع أنحاء العالم لمساعدة أجهزة الشرطة والمخابرات، وهو بروفيسور علم الوراثة في جامعة لستر، وحاصل على لقب الرجل الحر ‏ الفخري لمدينة لستر في 26 نوفمبر 1992، في عام 1994 حصل على رتبة الإمبراطورية البريطانية لإنجازاته في علم الوراثة.

## التعليم والنشأة
ولد جيفريز لأسرة من الطبقة المتوسطة في أكسفورد، حيث قضى السنوات الست الأولى من حياته حتى عام 1956 قبل أن تنتقل عائلته إلى لوتون، بيدفوردشير. يعود حافز الفضول والإبداع لديه إلى والده، فضلًا عن جده من أبيه الذي يحمل عددًا من براءات الاختراع. عندما كان في الثامنة من عمره، جلب له والده عدّة كيمياء، والتي عمل على تحسينها على مدار السنوات، حتى أنه جلب حامض الكبريتيك إذ قال أنه يحب الإنفجارات، ولكن لطخة عرضية من حمض الكبريتيك تسببت في حرقه، مما خلف ندبة دائمة على ذقنه (موجودة الآن تحت ذقنه). اشترى له والده أيضًا مجهر نحاس يعود إلى العصر الفيكتوري، والذي استخدمه في فحص العينات البيولوجية. في حوالي سن الثانية عشرة، صنع مجموعة تشريح بسيطة (شملت مبضعًا مصنوعًا من دبّوس مسطّح) والذي استعمله في تشريح نحلة طنانة، إلا أنه وقع في مشكلة مع والديه عندما بدأ العمل على تشريح عيّنات أكبر. في إحدى أيام الأحد وجد قطة ميتة على الطريق بينما كان يوزّع الصحف وأخذها معه في حقيبته إلى المنزل. يقول أنه بدأ بتشريحها على طاولة العشاء قبل بدء غداء يوم الأحد، مما تسبب في انتشار رائحة كريهة في أرجاء المنزل بعد أن قام بتشريح أمعاء القطة.
كان جيفريز تلميذًا في مدرسة لوتون للقواعد (مدرسة ثانوية) ثم كلية لوتون السادسة. حصل على منحة للدراسة في كلية ميرتون، أكسفورد في دورة دراسية مدتها أربع سنوات، إذ تخرج في عام 1972 بمرتبة الشرف الأولى في الكيمياء الحيوية. أكمل جيفريز دراسته ليحصل على درجة دكتوراه في الفلسفة حول ميتوكوندريا الخلايا المستنبتة للثدييات، كطالب دراسات عليا في مختبر علم الوراثة بجامعة أكسفورد.

## مسيرته المهنية وأبحاثه
بعد أن أنهى دراسة الدكتوراه، انتقل إلى جامعة أمستردام حيث عمل على جينات الثدييات كباحث زميل، ثم إلى جامعة ليستر في عام 1977، حيث اكتشف في عام 1984 طريقة لإظهار الاختلافات بين الحمض النووي للأفراد، ليخترع ويطور بذلك بصمة وراثية.

### البصمة الوراثية
يثول جيفريز أنه مر بـ «لحظة الاكتشاف (عندما يقول المرء وجدتها!)» في مختبره في ليستر بعد أن نظر إلى صورة فيلم الأشعة السينية لتجربة الحمض النووي في 10 سبتمبر عام 1984، والتي أظهرت بشكل غير متوقع أوجه التشابه والاختلاف بين الحمض النووي لمختلف أفراد عائلة أحد العاملين لديه في المختبر. في غضون نصف ساعة، أدرك جيفريز مدى إمكانية الوصول إلى البصمة الوراثية، التي تستخدم اختلافات في الشفرة الجينية للتعرف على الأفراد. أصبحت هذه الطريقة هامة في مجال الطب الشرعي لمساعدة الشرطة في عمل التحريات، كما ثبت أنها مفيدة في حل المنازعات المتعلقة بالأبوة والهجرة. يمكن تطبيق هذه الطريقة أيضًا على الأنواع غير البشرية، على سبيل المثال في دراسات علم الوراثة عند الأحياء البرية. قبل تسويق أساليبه في عام 1987، كان مختبره هو المركز الوحيد في العالم الذي يتم فيه تحديد بصمات الحمض النووي، وكان بالتالي مشغولًا جدًا، إذ تلقى طلبات من جميع أنحاء العالم.
بدأ استخدام طريقة الحمض النووي لجيفريز لأول مرة عام 1985 عندما طُلبت منه المساعدة في قضية هجرة متنازع عليها للتأكد من هوية صبي بريطاني كانت أسرته في الأصل من غانا. تم حل القضية عندما أثبتت نتائج الحمض النووي أن الصبي على صلة وثيقة ببقية أفراد الأسرة، ورأى جيفريز كيف ارتاح وجه الأم عندما سمعت النتائج. استُخدمت البصمة الوراثية لأول مرة في اختبار طب شرعي أجرته الشرطة للتعرف على قاتل المراهقتين ليندا مان وداون أشوورث، اللتان اغتصبتا وقتلتا في ناربورو، ليسيستيرشير، في عامي 1983 و1986 على التوالي.